# Assaba
L'Assaba est une région administrative ou wilaya du sud de la Mauritanie. C'est la troisième région dans la classification administrative de la Mauritanie. Sa capitale est Kiffa, la deuxième ville mauritanienne en nombre d'habitants. L'Assaba est une zone agropastorale.

## Géographie

### Généralités
La région d'Assaba est située au sud de la Mauritanie et possède une superficie de 36 600 km2. 
Elle est délimitée au nord par la région de Tagant et à l'est par celle de Hodh El Gharbi. Au sud, elle a une frontière avec le Mali. Au sud-ouest, elle est délimitée par les régions de Guidimakha puis de Gorgol et au nord-ouest par celle de Brakna.

### Organisation territoriale

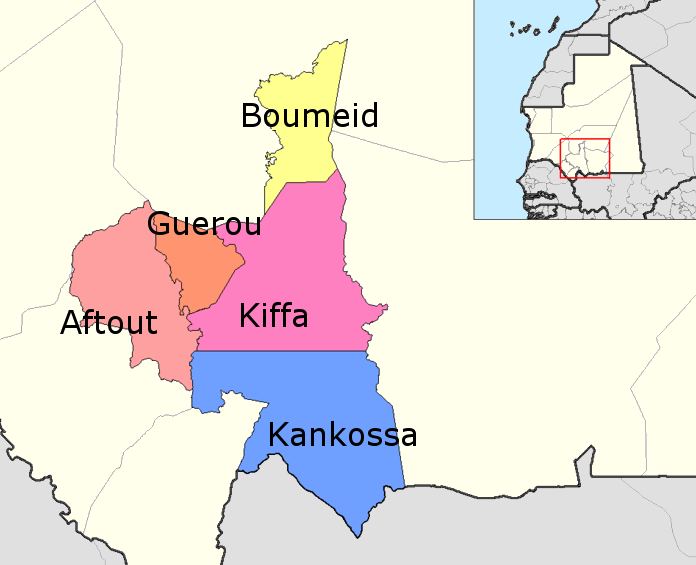
Départements de l'Assaba

L'Assaba est subdivisée en cinq départements, également appelés moughataas.
- Département de Barkewol (Aftout), composé de 8 communes : Barkewol, Boulahrath, Daghveg, El Ghabra, Guever, Lebhir, Laweissi, R'Dheidhi

- Département de Boumdeid, composé de 3 communes : Boumdeid, Hsey Tin, Laftah

- Département de Guerou, composé de 4 communes : El Ghayra, Guerou, Kamour, Oudey Jrid

- Département de Kankossa, composé de 5 communes : Blajmil, Hamed, Kankossa, Sani, Tenaha

- Département de Kiffa, composé de 6 communes : Aghoratt, El Melgue, Kiffa, Kouroudjel, Legrane, Nouamline

## Démographie
L'Assaba comptait 167 123 habitants lors du Recensement général de la population et de l'habitat (RGPH) de 1988. On en dénombrait 242 265 au moment du recensement de 2000. Lors du dernier recensement en 2013, on dénombrait 325 896 habitants.